# Distributed Denial of Secrets
Distributed Denial of Secrets (DDoS) es una organización que busca mantener accesible información de interés público, principalmente información censurada como filtraciones.  En 2020 alcanzó considerable notoriedad por la publicación de la filtración masiva de documentos de la policía estadounidense, filtración conocida como BlueLeaks.
Los servidores del grupo estuvieron ubicados en Alemania, y las autoridades alemanas cogieron aquellos servidores.
Twitter y otras compañías de medios de comunicación han  suspendido las cuentas del grupo y han hecho inaccesibles sus publicaciones antiguas. Twitter citó sus términos de servicio, que prohíben explícitamente la distribución de "contenido obtenido mediante piratería que contenga información privada, pueda poner a las personas en peligro o peligro, o que contenga secretos comerciales". Sin embargo, Emma Best, una de las fundadoras del grupo, calificó las acciones de Twitter de "mano dura", ya que suspendieron a los usuarios cuyos tuits se habían vinculado a archivos donde se podía encontrar material filtrado, y también suspendieron a los usuarios cuyos tuits simplemente mencionaban la filtración.
El grupo también publicó material en donde se revelaban detalles sobre cuentas de banco de las Bahamas, usadas como paraíso fiscal.